# Вилденфелс
Вилденфелс (на немски: Wildenfels) е град в окръг Цвикау в Саксония, Германия, с 3771 жители (към 31 декември 2014).